# Santar (Nelas)
Santar is een plaats (freguesia) in de Portugese gemeente Nelas en telt 1156 inwoners (2001).